# Bruce Dern

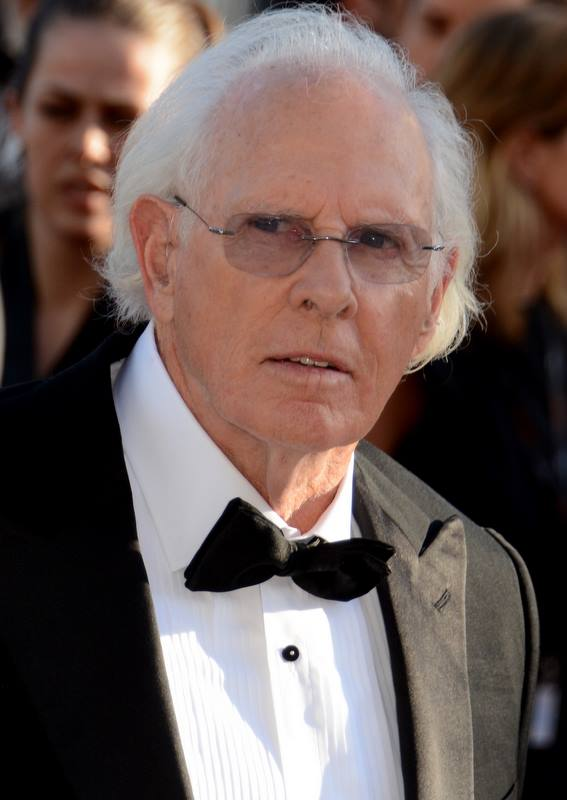
Bruce Dern bei den Filmfestspielen von Cannes (2013)

Bruce MacLeish Dern (* 4. Juni 1936 in Chicago) ist ein US-amerikanischer Schauspieler, der seit den 1960er-Jahren vor allem durch seine Darstellungen von Schurken oder Sonderlingen bekannt wurde. Für seine Rollen in den Filmen Coming Home – Sie kehren heim und Nebraska erhielt er Oscar-Nominierungen.

## Herkunft und Privatleben
Bruce Dern ist deutscher und schottischer Abstammung. Sein Großvater George Henry Dern (1872–1936) war der Sohn deutscher Einwanderer aus Hausen bei Gießen; er war Gouverneur des US-Bundesstaates Utah und zwischen 1933 und 1936 amerikanischer Kriegsminister unter Franklin D. Roosevelt. Bruce Derns Patentante war Eleanor Roosevelt.
Dern war von 1957 bis 1959 mit Marie Dawn Pierce und von 1960 bis 1969 mit der Schauspielerin Diane Ladd verheiratet. Die erste Tochter (* 1960) des Paares ertrank im Alter von 18 Monaten in einem Swimmingpool, die zweite (Laura Dern, * 1967) avancierte mit Filmen wie Blue Velvet, Wild at Heart oder Jurassic Park zum Hollywood-Star. Seit 1969 ist Dern mit Andrea Beckett verheiratet. Der passionierte Läufer absolvierte bereits mehrere Ultra-Marathonläufe.

## Karriere
Bruce Dern brach sein Studium an der University of Pennsylvania ab, um am prestigeträchtigen Actors Studio von Lee Strasberg Schauspiel zu studieren. Er war ab 1960 als Fernsehdarsteller tätig und spielte bis in die frühen 1970er-Jahre regelmäßig kleinere Rollen in bekannten Fernsehserien wie 77 Sunset Strip oder Bonanza. 1964 debütierte er in zwei Psychothrillern als Filmschauspieler. In Alfred Hitchcocks Marnie verkörperte er einen Seemann, in Wiegenlied für eine Leiche einen verheirateten Geliebten von Bette Davis, dem der Kopf abgehackt wird.
1966 spielte er neben Peter Fonda, Nancy Sinatra und seiner Ehefrau Diane Ladd in dem erfolgreichen Rocker-Film Die wilden Engel, der eine kurzlebige Motorradfilmwelle auslöste und Dern vor allem in der Counterculture zu einem beliebten Schauspieler machte. Ab 1967 war Dern ein gefragter Nebendarsteller in Western, vor allem in Schurkenrollen – unter anderem in Die Gewaltigen (1967), Wasserloch Nr. 3 (1967), Hängt ihn höher (1968) und Auch ein Sheriff braucht mal Hilfe (1969) und mehrmals an der Seite von John Wayne. Er war einer der wenigen Darsteller, von denen Wayne auf der Leinwand erschossen wurde, nämlich in seiner brutalen Rolle in Die Cowboys (1972). Im Jahr davor hatte Dern seinen vorläufig letzten Fernsehauftritt, da er sich nun auf seine mittlerweile erfolgreiche Filmkarriere konzentrierte.
Mit Filmen wie Nur Pferden gibt man den Gnadenschuß (1969) oder Lautlos im Weltraum (1972) etablierte sich der hochgewachsene Darsteller mit dem blonden Kraushaar als markanter und profilierter Charakterdarsteller des New-Hollywood-Kinos. Er spielte häufig exzentrische, psychotische oder neurotische Figuren und wurde von bekannten New-Hollywood-Regisseuren wie Sydney Pollack, Bob Rafelson oder Hal Ashby eingesetzt. Seine Karriere verlief bis Mitte der 1970er-Jahre in ähnlichen Bahnen wie die von Jack Nicholson, mit dem er gut bekannt ist und auch mehrfach zusammengearbeitet hat, etwa in Drive, He Said (1971) oder in Der König von Marvin Gardens (1972). Doch während Nicholson – er hielt Dern für den besten Schauspieler seiner Generation – zu einem führenden Hollywood-Star aufstieg, konnte Dern ab den 1980er-Jahren nur noch selten an seine früheren Erfolge anknüpfen.
In den 1970er-Jahren übernahm Bruce Dern häufig Rollen in kommerziell ausgerichteten Filmen wie Massenmord in San Francisco (1973, als Polizeidetektiv neben Walter Matthau), als Terrorist in Schwarzer Sonntag (1977) oder erneut als Polizeidetektiv in Driver (1978). 1974 war er neben Robert Redford in Der große Gatsby in der Rolle des Tom Buchanan zu sehen. Dazu merkten Kritiker an, Dern wäre als Darsteller der innerlich zerrissenen Hauptfigur geeigneter gewesen als Redford, der eher als romantischer Held bekannt war. Eine seiner bekanntesten Hauptrollen spielte Bruce Dern 1976 als Taxifahrer (und erfolgloser Schauspieler) in Hitchcocks letztem Film, dem komödiantischen Thriller Familiengrab.
1978 war Dern in dem Anti-Vietnamkrieg-Film Coming Home – Sie kehren heim neben Jane Fonda und Jon Voight als verbitterter Militär zu sehen. Für diese Rolle erhielt er seine erste Oscarnominierung (der Preis ging an Christopher Walken). Der große Gatsby und Coming Home – Sie kehren heim brachten dem Darsteller außerdem Golden-Globe-Nominierungen ein. In dem Psychothriller Tattoo – Jede große Liebe hinterläßt ihre Spuren (1981), der bei der Kritik durchfiel, übernahm Dern die Hauptrolle. Auf der 33. Berlinale wurde der Schauspieler 1983 für den Film Saison der Sieger als bester Schauspieler mit dem Silbernen Bären ausgezeichnet.

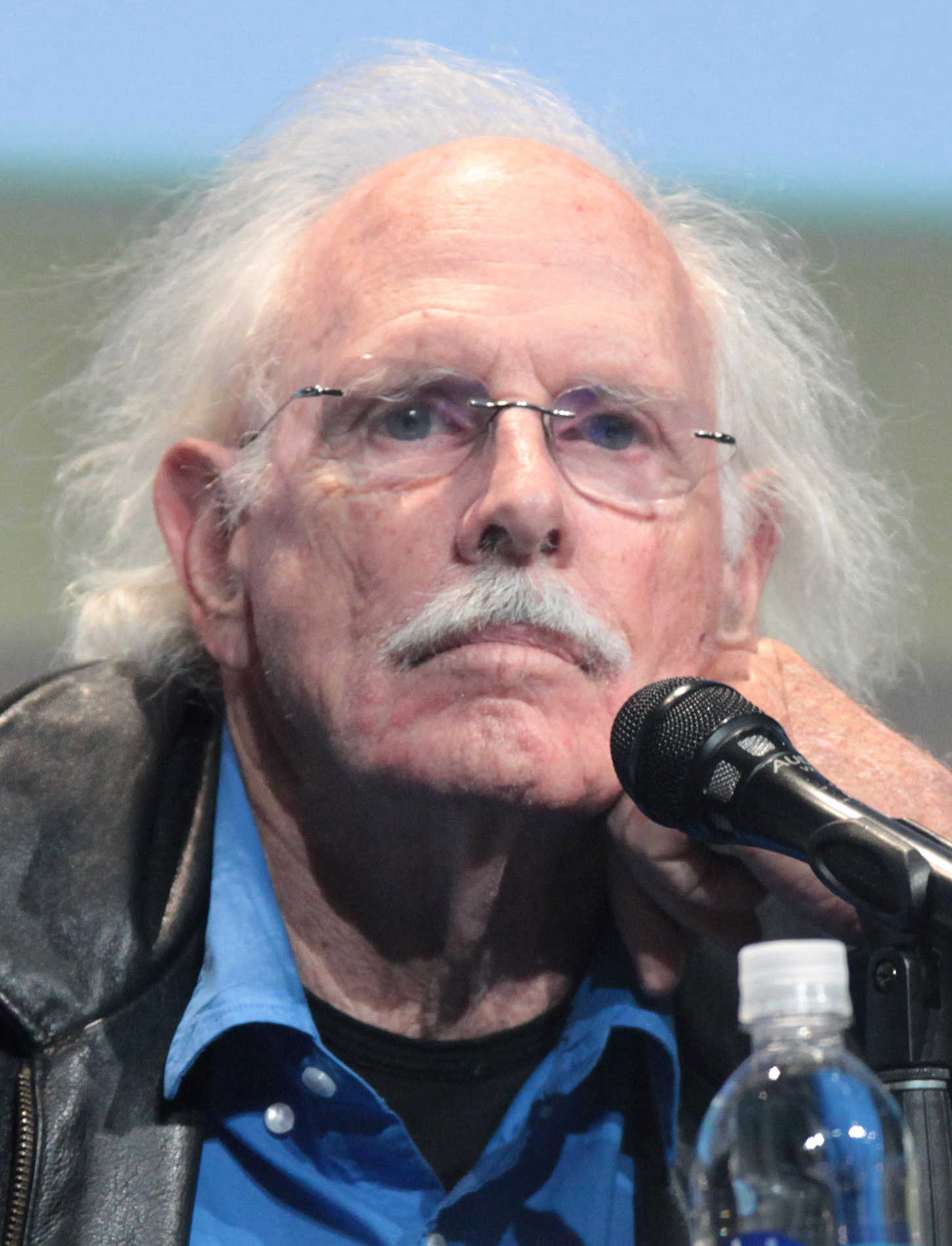
Bruce Dern auf der Comic-Con (2015)

Ab Mitte der 1980er-Jahre wurde es ruhiger um den Charakterdarsteller, für den sich kaum noch profilierte Kinorollen fanden. Viele seiner Produktionen waren nur noch B-Movies und stießen bei Kritik und Publikum auf wenig Resonanz. Er spielte auch in einigen bekannten Produktionen wie Meine teuflischen Nachbarn (1989), Ihr größter Coup (1992) oder Das Geisterschloss (1999), kam in diesen allerdings nicht über Nebenrollen hinaus. In den 1980er- und 1990er-Jahren trat er für viele Fernsehfilme vor die Kamera. Zwischen 2006 und 2011 spielte er in der Fernsehserie Big Love die Rolle des Frank Harlow. 2012 hatte Dern in Quentin Tarantinos Django Unchained einen Kurzauftritt als sadistischer Sklavenhalter.
2013 konnte Dern wieder einen größeren Erfolg erzielen: Für seine Darstellung des senilen Alkoholikers „Woody Grant“ in Alexander Paynes Film Nebraska erhielt er bei den Internationalen Filmfestspielen von Cannes den Preis für den besten Hauptdarsteller sowie eine Nominierung für den Oscar in derselben Kategorie. Vielfach wurde dieser Auftritt als Comeback gewertet. Auch das Filmstudio hatte lange mit dem Einverständnis zur Besetzung Derns gezögert, da sie einen größeren Namen wollten. In den anschließenden Jahren kam es zu zwei weiteren Zusammenarbeiten mit Tarantino: In The Hateful Eight (2015) spielte er einen ehemaligen Südstaaten-General und in Once Upon a Time in Hollywood (2019) den heruntergekommenen Filmranch-Besitzer George Spahn, wobei er in dieser Rolle den kurz vor Drehbeginn verstorbenen Burt Reynolds ersetzte.
Im Laufe seiner Karriere erhielt Dern zahlreiche internationale Filmpreise und wurde insgesamt dreimal mit einem Golden Globe ausgezeichnet. Im November 2010 wurde er auf dem Hollywood Walk of Fame mit einem Stern der Kategorie Film (6270 Hollywood Boulevard) geehrt. Auch mit über 80 Jahren bleibt er seiner Schauspielarbeit treu. Jedes Jahr ist er in mehreren Film- oder TV-Produktionen zu sehen, allein im Jahr 2017 wurden zwölf Filme mit Bruce Dern verzeichnet. In Badland (2019) spielt er einen alten, todkranken Südstaaten-General. 

## Filmografie (Auswahl)

### Kino
- 1960: Wilder Strom (Wild River)
- 1964: Marnie
- 1964: Wiegenlied für eine Leiche (Hush… Hush, Sweet Charlotte)
- 1966: Die wilden Engel (The Wild Angels)
- 1967: Die Gewaltigen (The War Wagon)
- 1967: Chicago-Massaker (The St. Valentine’s Day Massacre)
- 1967: The Trip
- 1967: Wasserloch Nr. 3 (Waterhole No. 3)
- 1968: Hängt ihn höher (Hang ’em high)
- 1968: Der Verwegene (Will Penny)
- 1968: Psych-Out
- 1969: Auch ein Sheriff braucht mal Hilfe (Support Your Local Sheriff!)
- 1969: Number One
- 1969: Cycle Savages (The Cycle Savages)
- 1969: Das Schloß in den Ardennen (Castle Keep)
- 1969: Nur Pferden gibt man den Gnadenschuß (They Shoot Horses, Don’t They?)
- 1970: Bloody Mama
- 1970: Rebel Riders (Rebel Rousers)
- 1971: Der Mann mit den zwei Köpfen (The Incredible 2-Headed Transplant)
- 1971: Drive, He said
- 1972: Die Cowboys (The Cowboys)
- 1972: Lautlos im Weltraum (Silent Running)
- 1972: Highway Tramper (Thumb Tripping)
- 1972: Der König von Marvin Gardens (The King of Marvin Gardens)
- 1973: Pat Garrett jagt Billy the Kid (Pat Garrett and Billy the Kid) (Gastauftritt)
- 1973: Massenmord in San Francisco (The Laughing Policemen)
- 1974: Der große Gatsby (The Great Gatsby)
- 1974: Lauter nette Mädchen… (Smile)
- 1974: Männer des Gesetzes (Posse)
- 1975: Won Ton Ton – der Hund, der Hollywood rettete (Won Ton Ton, the dog who saved Hollywood)
- 1976: Familiengrab (Family Plot)
- 1976: Die verrückten Reichen (Folies bourgeoises)
- 1977: Schwarzer Sonntag (Black Sunday)
- 1978: Coming Home – Sie kehren heim (Coming Home)
- 1978: Driver (The Driver)
- 1980: Middle Age Crazy
- 1981: Tattoo – Jede große Liebe hinterläßt ihre Spuren (Tattoo)
- 1982: Harry Tracy – Der letzte Desperado (Harry Tracy, Desperado)
- 1982: Champions (That Championship Season)
- 1984: Runner (On the Edge)
- 1987: Chicago Blues (The Big Town)
- 1987: Lost World – Die letzte Kolonie (World Gone Wild)
- 1988: Die Generation von 1969 (1969)
- 1989: Meine teuflischen Nachbarn (The Burbs)
- 1990: After Dark, My Sweet
- 1992: Ihr größter Coup (Diggstown)
- 1995: Wild Bill
- 1995: Der teuflische Plan der verrückten Mrs. Munck (Mrs. Munck)
- 1996: Mission: Rohr frei! (Down Periscope)
- 1996: Nach eigenen Regeln (Mulholland Falls)
- 1996: Last Man Standing
- 1999: Das Geisterschloss (The Haunting)
- 2000: All die schönen Pferde (All the Pretty Horses)
- 2001: The Glass House
- 2001: Madison
- 2003: Masked and Anonymous
- 2003: Monster
- 2007: Astronaut Farmer (The Astronaut Farmer)
- 2007: The Cake Eaters
- 2008: Swamp Devil
- 2009: The Hole – Wovor hast Du Angst? (The Hole)
- 2011: Twixt – Virginias Geheimnis (Twixt)
- 2012: Django Unchained
- 2012: Coffin Baby – The Toolbox Killer is Back
- 2013: Nebraska
- 2014: Cut Bank – Kleine Morde unter Nachbarn (Cut Bank)
- 2015: The Hateful Eight
- 2017: American Violence
- 2017: Class Rank
- 2017: Unsere Seelen bei Nacht (Our Souls at Night)
- 2018: White Boy Rick
- 2018: Freaks – Sie sehen aus wie wir (Freaks)
- 2019: The Mustang
- 2019: The Peanut Butter Falcon
- 2019: Once Upon a Time in Hollywood
- 2019: Badland
- 2019: The Artist’s Wife
- 2020: Emperor
- 2021: The Gateway
- 2022: Hellblazers
- 2021: Hands that Bind
- 2022: The Hater
- 2022: Mid-Century
- 2022: The Most Dangerous Game
- 2023: Old Dads
- 2024: Bloodline Killer
- 2025: The World's Happiest Man

### Fernsehen
- 1960: Route 66 (Folge The Man on the Monkey Board)
- 1961: Gnadenlose Stadt (Naked City, 2 Folgen)
- 1961: Kein Fall für FBI (The Detectives, Folge Act of God)
- 1962–1963: Stoney Burke (17 Folgen)
- 1963–1966: Auf der Flucht (The Fugitive, 5 Folgen)
- 1964: 77 Sunset Strip (Folge Lovers' Lane)
- 1964: Alfred Hitchcock präsentiert (The Alfred Hitchcock Hour, 2 Folgen)
- 1964–1965: Die Leute von der Shiloh Ranch (The Virginian, 3 Folgen)
- 1965: Tausend Meilen Staub (Rawhide, Folge Walk into Terror)
- 1966–1967: Wettlauf mit dem Tod (Run for Your Life, 3 Folgen)
- 1966–1968: Big Valley (5 Folgen)
- 1968/1969: Lancer (2 Folgen)
- 1968/1970: Bonanza (2 Folgen: The Gold Mine / The Trackers)
- 1970: High Chaparral (Folge Only the Bad Come to Sonora)
- 1985: Space – Ein Mann greift nach den Sternen (Space, Miniserie)
- 1985: Der Ausweg (Toughlove)
- 1987: Onkel Toms Hütte (Uncle Tom’s Cabin)
- 1987: Rosen der Rache (Roses Are For the Rich)
- 1989: Ananas und blaue Bohnen (Trenchcoat in Paradise)
- 1991: Land der Vergessenen (Into the Badlands)
- 1991: Das Ende des Schweigens (End of Silence)
- 1992: Bounty Hunter – Eine Frau will Rache (It’s Nothing Personal)
- 1993: Blutige Vergeltung (Dead Man’s Revenge)
- 1994: Amelia Earhart – Der letzte Flug (Amelia Earhart: The Final Flight)
- 1995: Die Bitte einer Mutter; auch: Gebt meinem Sohn ein Zuhause! Das Flehen einer Mutter (Mother’s Prayer)
- 1998: In den Fängen der Bestie (Perfect Prey)
- 1999: Logan: Das zweite Gesicht (The Premonition)
- 2006–2011: Big Love (29 Folgen)
- 2007: CSI: NY (Folge Boo)
- 2013: Immer wieder Weihnachten (Pete’s Christams)
- 2019: Mr. Mercedes (9 Folgen)
- 2021: Goliath (8 Folgen)
- 2024: Palm Royale